# Tumba de las manos
La tumba de las manos (en neerlandés: Graf met de handjes) es un monumento funerario del siglo XIX en la ciudad neerlandesa de Roermond. Se compone de dos lápidas casi idénticas a cada lado de un muro que separa la parte católica de la parte protestante del Begraafplaats Nabij de Kapel in 't Zand («Cementerio cerca de la Capilla en la Arena»), cada una con un brazo tallado y una mano que abraza a la otra a lo largo de la pared. El monumento marca las tumbas de Josephina van Aefferden, una católica, y Jacobus van Gorkum, un protestante, que estuvieron casados en vida, pero tuvieron que ser enterrados en secciones separadas del cementerio. Fue catalogado como rijksmonument (monumento estatal) en 2002.

## Antecedentes
El cementerio Begraafplaats Nabij de Kapel in 't Zand, conocido coloquialmente como Oude Kerkhof (el «Antiguo Cementerio»), originalmente sirvió como cementerio judío. En 1785, en reacción a la orden del emperador José II que prohibía los entierros dentro de iglesias y murallas de la ciudad dentro del Sacro Imperio Romano Germánico, se amplió para dar cabida a los residentes cristianos de Roermond. El arquitecto Pierre Cuypers emprendió un rediseño del cementerio en 1858, separando secciones separadas para entierros católicos y protestantes, y reservando un lugar para su propia familia.

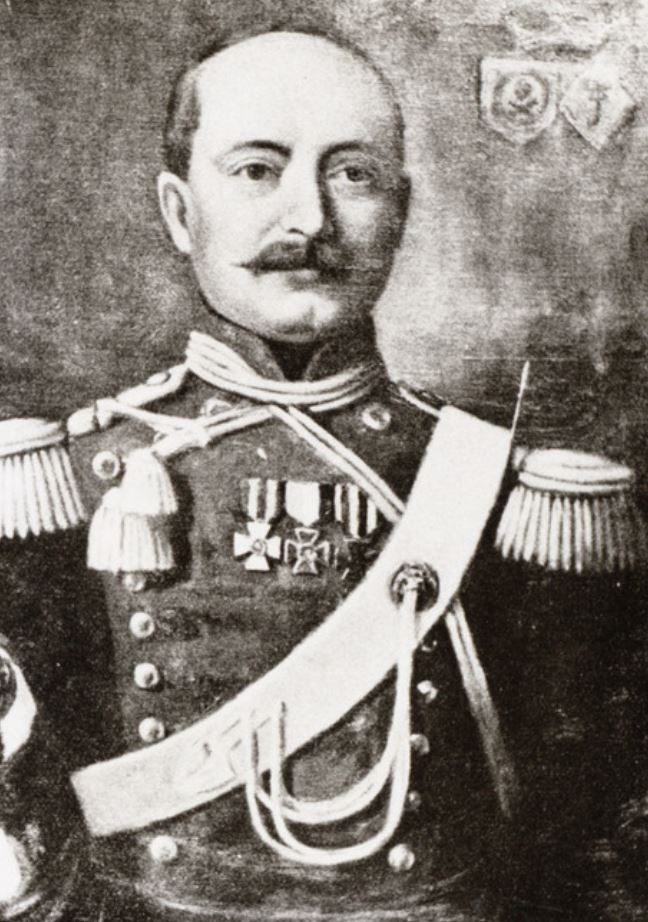
Jacobus van Gorkum (entre 1850 y 1874).

Jacobus Warnerus Constantinus van Gorkum (1809-1880), originario de Ámsterdam, era hijo del cartógrafo e ingeniero Jan Egbert van Gorkum. Se convirtió en coronel de caballería del ejército neerlandés y comisionado de la milicia de Limburgo. El Tratado de Londres de 1839 dividió la provincia de Limburgo en dos, quedando la parte oriental en manos de los Países Bajos y la parte occidental en Bélgica, y van Gorkum fue uno de los militares neerlandeses que se establecieron en la parte neerlandesa de Limburgo.
El 3 de noviembre de 1842, van Gorkum se casó con Josephina Carolina Petronella Hubertina van Aefferden (1820-1888), una mujer noble de Roermond y miembro de la familia Van Aefferden de la nobleza belga-neerlandesa. Ella era la novena de diez hijos. Dos de los hermanos de Josephina, Albert Pierre Joseph (1808-1892) y Felix Hendrik Johannes Hubertus (1811-1842), habían formado previamente un batallón de soldados por su propia cuenta con el objetivo de luchar del lado belga contra los neerlandeses durante la guerra belga de secesión.
El matrimonio fue controvertido por muchas razones: van Gorkum era protestante y van Aefferden era católica; sus familias habían luchado en lados opuestos de la guerra reciente; él era 11 años mayor que ella; y él era un plebeyo mientras ella era de noble cuna. Para evitar provocaciones, su matrimonio se celebró en la localidad alemana de Pont, cerca de Geldern, justo al otro lado de la frontera con Venlo. La pareja crio a sus cinco hijos en el catolicismo.

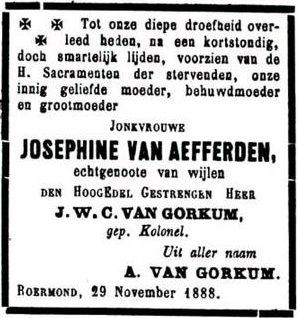
Aviso de defunción de Josephine van Aefferden, en Maas-en Roerbode, 1 de diciembre de 1888, página 2.

Después de su muerte, el 28 de agosto de 1880, van Gorkum fue enterrado en la sección protestante del cementerio. Su viuda deseaba ser enterrada junto a él, en lugar de en el mausoleo familiar, pero como católica, no podía ser enterrada en tierra no consagrada. Después de su muerte el 29 de noviembre de 1888, sus hijos implementaron sus últimos deseos: una tumba doble, con marcadores a cada lado de la pared, conectados por dos brazos que cruzan la pared y se toman de la mano. Probablemente fueron fabricados en 1888, el año de su muerte, posiblemente por la firma de Roermond Atelier Cuypers-Stoltzenberg. El lema Vivit post funera virtus (en latín «La virtud sobrevive a la muerte»), procedente del escudo de armas de la familia van Gorkum, estaba cincelado en ambos monumentos.

## Descripción
Las lápidas neogóticas, colocadas sobre una base de piedra caliza, están formadas por columnas de arenisca con remate en forma de hastial y más altas que el muro que las separa. En la parte superior de cada una de las lápidas hay una cruz. A su lado está el escudo de armas de la familia van Gorkum y a su lado sus armas de alianza . Hay una valla semicircular de hierro forjado alrededor de la base de cada uno.
Las dos manos, la del hombre la de la mujer, tomándose desde sus respectivos monumentos, simbolizan la conexión entre los cónyuges más allá de las fronteras de la religión, las alianzas familiares e incluso la muerte.
La tumba figuraba como rijksmonument número 520489 el 27 de mayo de 2002.

## En la cultura popular
La historia de Josephina van Gorkum fue dramatizada en 2016 en Valerosas, un webcómic francés de Pénélope Bagieu que describe breves biografías de mujeres inusuales o inspiradoras. Valerosas se publicó en dos volúmenes impresos y luego se tradujo al inglés y se publicó en un solo volumen en 2017. En 2020, se adaptó a una serie animada que se emitió en France Télévisions. La serie animada también fue traducida al portugués y transmitida por RTP2.

## Galería
|            |
| Van Gorkum |

|               |
| Van Aefferden |

|                  |
| Las manos juntas |